# Jackie Slack
Jackie Slack (* 25. Juli 1959 in London) ist eine ehemalige englische Fußballspielerin.

## Karriere

### Vereine
Slack spielte zunächst in der östlichsten Stadt Großbritanniens für den in Lowestoft ansässigen Lowestoft FC Fußball im Seniorinnenbereich. Mit ihrer Mannschaft, deren Spielführerin sie war, gewann sie am 1. Juni 1982 das Finale um den FA Women’s Cup, nachdem die Cleveland Spartans mit 2:0 bezwungen werden konnten.
Im weiteren Verlauf gehörte sie der Frauenfußballmannschaft des Norwich City FC an, mit dem sie ebenfalls den englischen Vereinspokal gewann; 1986 wurde Doncaster Rovers mit 4:3 bezwungen.

### Nationalmannschaft
Slack bestritt für Nationalmannschaft 35 Länderspiele, in denen ihr ein Tor gelang. Ihr Debüt erfolgte am 20. August 1984 in Jesolo beim 1:1-Unentschieden gegen die Nationalmannschaft Belgiens bei ihrer Teilnahme an der Mundialito (Kleine Weltmeisterschaft) in Italien. Mit ihrer Mannschaft nahm sie auch an der Europameisterschaft 1987 teil. Im Halbfinale war sie mit ihr der Nationalmannschaft Schwedens am 11. Juni in Moss mit 2:3 in der Verlängerung unterlegen. Im Spiel um Platz 3 verlor ihre Mannschaft mit 1:2 gegen die Nationalmannschaft Italiens; in dieser Begegnung wurde sie nicht berücksichtigt. Für die vier Jahre später angestrebte Teilnahme an der Europameisterschaft in Dänemark reichte es nicht; in den beiden in Hin- und Rückspiel ausgetragenen Viertelfinalqualifikationsspielen war ihre Mannschaft der Nationalmannschaft Deutschlands mit 1:4 und 0:2 unterlegen. Slack wurde lediglich im Hinspiel am 25. November 1990 in High Wycombe eingesetzt.

## Erfolge
Nationalmannschaft
- Vierter Europameisterschaft 1987
- Dritter Mundialito 1984

Norwich City FC
- Englischer Pokal-Sieger 1986[4]

Lowestoft FC
- Englischer Pokal-Sieger 1982[4]